# Thynnascaris thynnascans
Thynnascaris thynnascans is een rondwormensoort uit de familie van de Anisakidae.